# الإدارة المدنية الأمريكية لجزر ريوكيو
الإدارة المدنية الأمريكية لجزر ريوكيو (باليابانية: 琉球列島米国民政府)، كانت حكومة الإدارة المدنية في جزر ريوكيو، اليابان (تتمركز في جزيرة أوكيناوا)، لتحل محل الحكومة العسكرية الأمريكية لجزر ريوكيو (التي تم إنشاؤها بعد الحرب العالمية الثانية) في عام 1950، واستمرت حتى إعادة الجزر إلى اليابان في عام 1972. أشرفت الإدارة على حكومة ريوكيو. ويمكنها أن تلغي جميع القرارات التي اتخذتها الحكومة المحلية.

## تاريخ
تصف إدارة الأرشيف والسجلات الوطنية الأمريكية تاريخ الإدارة على النحو التالي:
بعد توقيع وثيقة الاستسلام في 2 سبتمبر 1945، أصبحت جزر ريوكيو تحت إدارة البحرية في الفترة من 21 سبتمبر 1945 إلى 30 يونيو 1946، مع قائد قاعدة العمليات البحرية في أوكيناوا الذي يعمل كضابط عسكري رئيسي للحكومة تحت سلطة القائد الأعلى لأسطول المحيط الهادئ الأمريكي. نُقلت الإدارة من وزارة البحرية إلى وزارة الحرب بموجب موافقة هيئة الأركان المشتركة، بتاريخ 1 أبريل 1946، بموجب المرسوم رقم 819/11 الصادر عن هيئة الأركان المشتركة، بتاريخ 5 مارس 1946، مع إضافة شرط بموجب المرسوم رقم 819/12 الصادر عن هيئة الأركان المشتركة، بتاريخ 22 مارس 1946. بموجب تعليمات التنفيذ الصادرة عن المقر العام لقوات الجيش الأمريكي في المحيط الهادئ، أعادت قيادة قاعدة أوكيناوا تسمية قيادة ريوكيو، اعتبارًا من 1 يوليو 1946، بموجب الأمر العام 162، مقر قوات الجيش الأمريكي في غرب المحيط الهادئ، وأصبحت مسؤولة عن الإدارة تحت قيادة نائب القائد للحكومة العسكرية. جزر ريوكيو التي أدارتها قيادة ريوكيو على التوالي، من 1 يوليو إلى 30 نوفمبر 1946؛ وقيادة الفلبين ريوكيو، من 1 ديسمبر 1946 إلى 31 يوليو 1948؛ وقيادة ريوكيو، من 1 أغسطس 1948 إلى 15 ديسمبر 1950. تأسست قيادة القوات الأمريكية في الشرق الأقصى، اعتبارًا من 15 ديسمبر 1950، بتوجيه من مقر قيادة الشرق الأقصى، تنفيذًا لمذكرة هيئة الأركان المشتركة في 11 أكتوبر 1950، والتي وجهت القائد العام للشرق الأقصى، الجنرال دوغلاس ماك آرثر، لتنظيم إدارة مدنية لجزر ريوكيو وفقًا لمذكرة هيئة الأركان المشتركة 1231/14، 4 أكتوبر 1950. استمرت الإدارة المدنية في العمل تحت إدارة الجيش (وزارة الحرب سابقًا)، في الفترة من 1950 إلى 1971. عادت مجموعة جزر أمامي من جزر ريوكيو إلى اليابان بموجب الاتفاقية بين الولايات المتحدة الأمريكية واليابان بشأن جزر أمامي، الموقعة في 24 ديسمبر 1953، والتي دخلت حيز التنفيذ في 25 ديسمبر 1953. ألغت الولايات المتحدة الأمريكية واليابان اتفاقية جزر ريوكيو وجزر دايتو الموقعة في 17 يونيو 1971، والتي بموجبها عادت مجموعات الجزر المتبقية من جزر ريوكيو، بما في ذلك مجموعة جزر أوكيناوا، إلى اليابان، وذلك بعد دخولها حيز النفاذ في 15 مايو 1972.
بعد معركة أوكيناوا في الحرب العالمية الثانية، تولت البحرية الأمريكية في البداية إدارة مجموعة أوكيناوا بينما خضعت المجموعات الثلاث الأخرى لسيطرة الجيش. في 18 يوليو 1945، نقلت البحرية السيطرة إلى قوات الجيش الأمريكي في المحيط الهادئ، ولكن في 21 سبتمبر، تولت السيطرة مرة أخرى، ونظمت الحكومة العسكرية للولايات المتحدة في جزر ريوكيو.  وأخيرًا، في الأول من يوليو 1946، استعاد الجيش السيطرة، وقام بتنظيم قيادة ريوكيو من قيادة قاعدة أوكيناوا السابقة. في 1 يناير 1947، أعيد تنظيم قيادة المحيط الهادئ لتصبح قيادة الشرق الأقصى. تم وضع قيادة ريوكيو موحدة، بما في ذلك جهاز حكومي عسكري، تحت قيادة القيادة العامة، قيادة الشرق الأقصى، في طوكيو.
عندما دخلت معاهدة سان فرانسيسكو حيز التنفيذ في أبريل 1952، تم وضع جزر ريوكيو تحت الإدارة الأمريكية مؤقتًا. ومع ذلك، ظلت السيادة النهائية لهم في يد اليابان. كانت الإدارة المدنية، وهي تابعة لقوات الولايات المتحدة، تراقب حكومة ريوكيو المحلية ويمكنها إلغاء جميع القرارات التي اتخذتها حكومة ريوكيو.
كانت العملة الرسمية هي البي ين من عام 1948 إلى عام 1958 عندما تم إلغاء الين الياباني واستخدام الدولار الأمريكي. قامت الحكومة بطباعة طوابع بريدية وجوازات سفر ريوكيو. كانت السيارات تسير على الجانب الأيمن على عكس الجزر الرئيسية في اليابان. تحولت الجزيرة إلى القيادة على اليسار في عام 1978 لتتماشى مع اليابان.

## معاهدة السلام

ختم الإدارة المدنية للولايات المتحدة في جزر ريوكيو

نصت معاهدة السلام التي أبرمت بعد الحرب في 28 أبريل 1952، جزئيًا، على ما يلي:
المادة 3: ستوافق اليابان على أي اقتراح من الولايات المتحدة للأمم المتحدة لوضع جزر نانسي شوتو الواقعة جنوب خط عرض 29 درجة شمالاً (بما في ذلك جزر ريوكيو ودايتو وجزر دايتو )، وجزر نانبو جنوب جزر سوفو جان (بما في ذلك جزر بونين وجزيرة روزاريو والجزر البركانية) وجزر باريتشي فيلا وماركوس تحت نظام الوصاية الخاص بها، مع كون الولايات المتحدة السلطة الإدارية الوحيدة. وإلى حين تقديم مثل هذا الاقتراح واتخاذ إجراء إيجابي بشأنه، سيكون للولايات المتحدة الحق في ممارسة جميع صلاحيات الإدارة والتشريع والولاية القضائية على أراضي هذه الجزر وسكانها، بما في ذلك مياهها الإقليمية.
المادة 4ب: تعترف اليابان بصحة التصرفات في ممتلكات اليابان والمواطنين اليابانيين التي تتم بموجب توجيهات الحكومة العسكرية للولايات المتحدة في أي من المناطق المشار إليها في المادتين 2 و3.
بعد التوصل إلى اتفاق رسمي في 17 يونيو 1971، أعيدت السيطرة على أوكيناوا إلى اليابان في 15 مايو 1972،  وتم إلغاء الإدارة المدنية للجزر. وبذلك اكتملت عملية التصرف في هذه الممتلكات اليابانية.

## نظام الحكومة
تم إنشاء منصب الحاكم (民政会長) في عام 1950 وحل محله في عام 1957 المفوض السامي لجزر ريوكيو (竜宮城高等委員会) حتى عام 1972.

## علَم

العلم المدني لريوكيو من عام 1967

وقد قيد القانون الجنائي في ريوكيو رفع أي علم وطني باستثناء علم الولايات المتحدة. رفع المتظاهرون ضد حكومة ريوكيو علم الهينومارو، وهو العلم الياباني. كانت السفن المدنية في ريوكيو تحمل علمًا مشتقًا من علم الإشارة البحرية الدولية للحرف "D" بدلاً من الأعلام اليابانية أو الأمريكية. تم تغيير العلم إلى "هينومارو" أسفل علم مثلثي مكتوب عليه ريوكيو باللغتين اليابانية والإنجليزية في عام 1967.